# چنمینگ هو
چنمینگ کالوین هو (متولد ۱۹۴۷) یک مهندس الکترونیکی تایوانی-آمریکایی است که در زمینه میکروالکترونیک تخصص دارد. وی استاد برجسته TSMC در بخش مهندسی الکترونیک و علوم کامپیوتر دانشگاه کالیفرنیا، برکلی، در ایالات متحده است. در سال ۲۰۰۹، مؤسسه مهندسان برق و الکترونیک وی را به‌عنوان پیشگام در حوزه قابلیت اطمینان MOS نیمه رسانای اکسید فلز و مدل‌سازی دستگاه توصیف کرد.
هو در سال ۱۹۶۸ دوره لیسانس خود را در دانشگاه ملی تایوان در تایپه به پایان رساند و به ترتیب در سال ۱۹۷۰ و ۱۹۷۳ دوره‌های کارشناسی ارشد و دکترا را در دانشگاه کالیفرنیا، برکلی گذراند.